# Opération Sweet Tooth
 (novembre 2023).
Si vous disposez d'ouvrages ou d'articles de référence ou si vous connaissez des sites web de qualité traitant du thème abordé ici, merci de compléter l'article en donnant les références utiles à sa vérifiabilité et en les liant à la section « Notes et références ».
Opération Sweet Tooth est un roman de Ian McEwan paru en 2012 au Royaume-Uni sous le titre anglais originel de Sweet Tooth. Il traite des histoires d'amour de Serena Frome, une espionne du MI5 recrutée à Cambridge, au début des années 1970. Il a été traduit en français en 2014.